# Trận Agrigentum
Trận Agrigentum (Sicilia, năm 261 TCN) là trận giao tranh lớn đầu tiên trong chiến tranh Punic lần thứ nhất và là cuộc xung đột quy mô lớn đầu tiên giữa Carthage và Cộng hòa La Mã. Trận chiến diễn ra sau một cuộc bao vây kéo dài được bắt đầu vào năm 262 TCN và kết quả là tất cả đều là chiến thắng của người La Mã và bắt đầu của sự kiểm soát của La Mã đối với Sicilia.

## Thành phố
Agrigentum là một thành phố trên đảo Sicilia, nó cách bờ biển phía Nam hai dặm rưỡi. Thành phố nằm trên một cao nguyên, bao quanh bởi các sườn núi dốc ở tất cả các bên, ngoại trừ phía tây. Nó còn được bảo vệ bởi sông Hypsas (Drago) về phía tây và sông Akragas về phía đông. Các rào cản tự nhiên khiến cách duy nhất để tấn công thành phố được là từ phía tây, làm cho thành phố dễ dàng phòng thủ. Nó kiểm soát một tuyến đường chính dọc theo bờ biển phía nam và ngoài ra còn với cả các tuyến đường chính và quan trọng hướng về phía bắc và phía đông tới các thành phố khác. Sự quan trọng của Agrigentum khiến cho nó trở thành một mục tiêu cho các thế lực xâm lược và trong 262 TCN, người La Mã tấn công thành phố để ngăn chặn người Carthage đang nắm giữ nó và sử dụng nó như một cứ điểm chuẩn bị cho việc tấn công vào thành La Mã.

## Mở đầu cuộc vây hãm Agrigentum
năm 288 TCN, người Mamertine, lính đánh thuê người Ý đã được thuê để tấn công người Carthage, đặt chân tới thành phố Messana để bảo vệ cho nó, nhưng thay vào đó là một cuộc tàn sát những người đàn ông của thành phố, chiếm lấy đất đai, và bắt ép những người phụ nữ trở thành vợ của họ. Sau đó, họ sử dụng thành phố như một căn cứ cho các hoạt động đánh phá các thành phố lân cận. Sau đó, Hiero II, vua của Syracuse đã lãnh đạo chiến dịch chống lại người Mamertines. Trong khoảng thời gian giữa năm 268 và 265 TCN, Hiero II đã giành được chiến thắng quyết định trước người Mamertine tại sông Longanus mà khiến cho người Mamertine phải cầu cứu Carthage và La Mã, các nước lớn khác trong khu vực ngoài Syracuse, với mục đích viện trợ quân sự. Một chỉ huy Carthage ở Sicilia đã đáp ứng lời kêu gọi và phái một lực lượng nhỏ tới đồn trú tại thành Messana. Hiero II không muốn công khai tấn công Carthage và tham gia vào một cuộc chiến tranh nên ông rút lui trở về Syracuse.
Carthage đã luôn cố gắng để kiểm soát Sicilia trong nhiều thế kỷ và đối thủ chính của họ là các thuộc địa của Hy Lạp lan rộng trên khắp hòn đảo. Syracuse, thành bang giàu có và hùng mạnh nhất trong số các thuộc địa của Hy Lạp ở Sicilia, đã luôn luôn là đối thủ chính của họ. Việc kiểm soát của Messana cho phép họ làm suy yếu quyền lực của Syracuse và lúc đó Carthage đã kiểm soát Bắc Phi, một phần của Tây Ban Nha, Sardinia, và một số đảo nhỏ ở Địa Trung Hải, kiểm soát Messana có thể dẫn đến cuộc chinh phục toàn bộ Sicilia. Ngoài ra Messana có thể là một bàn đạp tuyệt vời nếu người Carthage muốn đổ bộ và tấn công thành La Mã ở Ý.
Trong khi người La Mã đã ổn định được phần lãnh thổ mở rộng của họ trong hơn một thế kỷ và quân đội của họ đã không bao giờ chiến đấu một trận chiến nào ở bên ngoài bán đảo Ý. Sự kiểm soát của Carthage đối với một tuyến đường xâm lược vào Ý đã đe dọa lãnh thổ mới chiếm của La Mã ở miền nam Ý cũng như chính bản thân thành La Mã. Năm 264 TCN, viện nguyên lão La Mã đã bỏ phiếu tán thành việc gửi một đoàn viễn chinh đến Sicilia dưới sự chỉ huy của Appius Cluadius Caudex, một trong những chấp chính quan năm đó.
Người La Mã có ý định gửi hai quân đoàn đến Sicilia năm 262 TCN, có thể để sẵn sàng đàm phán hòa bình với Carthage. Từ năm 264 TCN, khi họ đã tuyên chiến với Carthage, ở đó đã không có nhiều trận chiến quan trọng giữa hai bên trừ một cuộc chiến nhỏ trong khu vực eo biển của Messana. Người Carthage cũng đã có cử chỉ hòa giải ở giai đoạn đầu cuộc chiến tranh, nhưng trong năm 262 TCN, họ bắt đầu gia tăng quân đội của họ ở Sicilia. Một khi người Carthage bắt đầu gia tăng lực lượng của họ trên đảo, người La Mã đã phái các chấp chính quan đến đó. Các chấp chính quan là các tướng lĩnh của quân đội La Mã, và đi cùng với họ là một số quân đoàn. Người Carthage tuyển mộ người Liguria, Celt, và lính đánh thuê Tây Ban Nha để thành lập quân đội của họ ở Sicilia nhằm tấn công những người La Mã ở khu vực nửa hòn đảo mà người La Mã kiểm soát. Agrigentum vào thời điểm này đã trở thành căn cứ chính của Carthage.
Người Carthage đã bắt đầu đưa các lực lượng tới Sardinia bằng việc sử dụng sức mạnh trên biển, nhưng phần lớn quân đội của họ là ở Sicilia. Có vẻ như họ sẽ sử dụng hòn đảo này là một căn cứ cho các cuộc tấn công vào Ý. Hai chấp chính quan La Mã, Lucius Postumius Megellus và Quintus Mamilius Vitulus tập trung lực lượng của họ về Agrigentum. Hai vị chấp chính quan có một lực lượng kết hợp gồm 40.000 lính. Hannibal, con trai của Gisco và cũng là chỉ huy của Agrigentum, đã tập trung nhiều người sống ở khu vực xung quanh thành phố về phía sau những bức tường thành của nó, khiến dân số ở đây vào khoảng 50.000 người, tuy nhiên quân lính của ông là tương đối nhỏ. Hannibal đã từ chối chiến đấu ở bên ngoài các bức tường thành phố, mà người La Mã có thể đã xem như là một dấu hiệu của sự yếu đuối. Người La Mã sau đó thiết lập trại của họ cách thành phố một dặm và thu hoạch vụ mùa trong khu vực.

## Cuộc vây hãm
Hannibal cuối cùng đã tấn công những người La Mã trong khi những người La Mã đang đi thu hoạch vụ mùa trên các cánh đồng. Người La Mã bị áp đảo về số lượng và không được vũ trang, vì vậy họ đã bỏ chạy khỏi khu vực này. Đội quân cảnh bảo vệ trại là lực lượng duy nhất kháng cự, và mặc dù họ bị mất nhiều người, họ đã có thể đánh bại một đội quân Carthage đã cố gắng để xâm nhập vào trại thật tốt. Cuộc giao tranh đầu tiên này khiến cho Hannibal nhận ra rằng ông không thể đủ khả năng để mất thêm người lính nào nữa;. Ông ta trở thành ngày càng không muốn tấn công một lần nữa, và người La Mã nhận ra rằng họ đã đánh giá thấp đối thủ của họ 
Hai vị chấp chính quan La Mã nhận ra rằng họ phải chia cắt Agrigentum khỏi thế giới bên ngoài và phong tỏa thành phố để gây ra nạn đói, điều đó sẽ buộc người dân phải đầu hàng. Người La Mã đã bắt đầu đào hệ thống mương và pháo đài nhỏ xung quanh thành phố để người dân sẽ không có đủ thời gian để chuẩn bị cho cuộc bao vây. Các chấp chính quan đã phân chia lực lượng giữa họ với việc một người đóng quân gần ngôi đền Asklepios về phía nam của thành phố, và người kia đóng quân ở phía tây của thành phố. Có một bế tắc trong năm tháng cho đến tháng 11 năm 262 trước Công nguyên khi nguồn cung bắt đầu cạn kiệt ở Agrigentum  Hannibal ngày càng trở nên lo lắng hơn vì các nguồn lực hạn chế nên ông đã gửi tin báo khẩn cấp tới Carthage để được giúp đỡ  Carthage đã phái một lực lượng từ châu Phi, chỉ huy bởi Hanno, người mà các sử gia tin rằng là con trai của Hannibal. Có nhiều nguồn khác nhau cũng như các chi tiết của quân đội của Hanno. Polybius, sử gia Hy Lạp, nói rằng có khoảng 50 con voi, một đạo kỵ binh người Numidia, và lính đánh thuê. Diodoros, một sử gia, đã viết là có 50.000 bộ binh, 6000 kỵ binh, và 60 con voi. Tuy nhiên, một sử gia khác, Orosius nói rằng có khoảng 30.000 binh, 1.500 kỵ binh, và 30 con voi.
Hanno tiến quân đầu tiên và tập trung quân của ông ở Heraclea Minoa khoảng 25 dặm về phía tây Agrigentum. Hanno cố gắng để chiếm lấy trại quân lương của La Mã tại Herbesos, gây ra tình trạng thiếu nguồn tiếp tế trong trại La Mã, dẫn tới bệnh tật và sự thiếu thốn. Việc chiếm giữ trại quân lương La Mã này cũng cắt đứt sự liên lạc. Hanno sau đó hành quân tới, ra lệnh cho kỵ binh Numidia của mình tấn công các kỵ binh La Mã và sau đó giả vờ rút lui. Người La Mã truy đuổi người Numidia khi họ rút lui và bị dẫn đến đội quân Carthage chính. Người La Mã đã phải chịu nhiều mất mát. Hanno sau đó chiếm vị trí trên Toros (Torus), một ngọn đồi cách khoảng một dặm từ trại La Mã, nơi cuộc giao tranh tiếp tục diễn ra trong hai tháng, gây ra cuộc vây hãm kéo dài 6-7 tháng.

## Trận Agrigentum
Với Hanno đóng trại bên ngoài trại riêng của họ, nguồn tiếp tế từ Syracuse của La Mã không còn nữa. Với quân đội của họ có nguy cơ chết đói, các chấp chính quan đã chọn cách chiến đấu. Lần này là tới lượt Hanno từ chối, có lẽ với ý định đánh bại người La Mã bằng cơn đói. Trong khi đó, tình hình bên trong Agrigentum sau hơn sáu tháng bị bao vây gần như tuyệt vọng. Hannibal, liên lạc với bên ngoài bởi các tín hiệu khói, gửi những lời yêu cầu cứu trợ khẩn cấp và Hanno đã buộc phải chấp nhận một trận chiến và khó chịu. 

### Hai phiên bản của trận chiến cuối cùng
Polybius là một nhà sử học Hy Lạp, người đã được sinh ra vào khoảng thế kỷ thứ ba trước Công nguyên  Ông đã cố gắng tìm ra chân lý trong các sự kiện và chỉ trích người khác khi họ không làm vậy. Ông cũng đã có thể nói chuyện với người tham gia cuộc chiến chống lại Hannibal và là một nhân chứng của một số sự kiện của bản thân mình Zonaras, một nhà sử học Byzantine vào thế kỷ thứ mười hai, đã sao chép các tác phẩm được viết bởi người La Mã trong khoảng thời gian của các cuộc chiến tranh Punic.

#### Polybius
Polybius nói rằng trong hai tháng, hai bên đã đóng quân gần nhau ở ngay bên ngoài thành phố mà không có bất kỳ cuộc giao tranh trực tiếp nào. Tuy nhiên, Hannibal, vẫn còn trong thành phố, đã liên tục phát những thư tín và tín hiệu lửa nhấn mạnh tình trạng thiếu lương thực của thành phố và tình trạng đào ngũ của kẻ thù để thúc giục Hanno giao chiến. Người La Mã, những người cũng gần chết đói, chấp nhận giao chiến  Sau khi một trận đánh kéo dài, người La Mã đã giết chết hầu hết quân Carthage, người Carthage bị mất 3.000 bộ binh, 200 kỵ binh, và 4.000 lính bị bắt làm tù binh. Người La Mã đã mất 3000 bộ binh và 540 kỵ binh.

#### Zonaras
Zonaras viết rằng Hanno đã triển khai quân đội của mình để chiến đấu, nhưng người La Mã từ chối chiến đấu vì thất bại trước đó của kỵ binh. Tuy nhiên, vì tình trạng thiếu lương thực trở nên nghiêm trọng hơn, các chấp chính quan cuối cùng quyết định chiến đấu, nhưng Hanno đã nao núng bởi sự tự tin bất ngờ của họ  Hanno ban đầu muốn phối hợp cuộc tấn công của mình với của Hannibal, nhưng người La Mã đã biết được kế hoạch. Người La Mã sau đó phục kích phía sau quân Carthage, vì vậy khi Hanno tấn công họ, ông bị đánh cả từ phía trước và phía sau. Người La Mã cũng đã đánh bại một cuộc tấn công của quân đồn trú Carthage.
Vào đêm sau trận chiến, Hannibal đã cố gắng để rút khỏi Agrigentum với lính đánh thuê của mình bằng cách lấp đầy vào các chiến hào La Mã bằng rơm. Sáng hôm sau, người La Mã truy đuổi Hannibal và đội quân đồn trú của ông, họ tấn công vào đội quân chặn hậu, nhưng cuối cùng họ quay trở lại để nắm quyền kiểm soát Agrigentum. Trong khi chiếm đóng thành phố, họ gặp phải sự kháng cự nào, họ cướp bóc thành phố, và bán 25.000 cư dân làm nô lệ.

## Kết quả
Sau trận chiến này, người La Mã chiếm đóng Agrigentum và bán toàn bộ dân cư làm nô lệ. Mặc dù hành vi tàn bạo như thế này vốn phổ biến, nó đã tỏ ra phản tác dụng. Việc chiếm được Agrigentum là một chiến thắng quan trọng cho những người La Mã, mặc dù họ đã đến gần với thảm họa nhiều lần. Tuy nhiên, với việc Hannibal và đơn vị đồn trú của ông ta đã cố gắng để rút khỏi đó mà không hề hấn gì, hai viên chấp chính quan đã không có được bất cứ cuộc diễu hành chiến thắng nào dành cho họ, và nó làm giảm bớt đi thành công của trận chiến .
Kể từ sau năm 261 TCN, Rome đã kiểm soát hầu hết Sicilia và thu được nguồn ngũ cốc ở đây để sử dụng riêng cho nó. Chiến thắng trong chiến dịch quy mô lớn đầu tiên xảy ra bên ngoài nước Ý này đã cho những người La Mã thêm tự tin để theo đuổi những lợi ích ở nước ngoài.